# Johann Gottfried Piefke
Johann Gottfried Piefke (9. září 1815 Schwerin an der Warthe – 25. ledna 1884 Frankfurt nad Odrou) byl pruský vojenský hudebník a skladatel.
V roce 1866 se zúčastnil války proti Rakousku, kde složil první verzi pochodu zvaného Königgrätzer Marsch. Gottfried Piefke zemřel 25. ledna 1884 ve věku 68 let. O tři dny později byl s vojenskými poctami pohřben na hřbitově ve Frankfurtu nad Odrou. Hrobové místo se nezachovalo.